# Operace Magistrála
Operace Magistrála (rusky Операция Магистраль) byla jedna z nejvýznamnějších vojenských operací Sovětské armády v rámci Sovětské války v Afghánistánu. Začala 19. listopadu 1987 a skončila 10. ledna 1988 sovětským vítězstvím. Sovětským vojskům velel generálplukovník Boris Gromov. Za vůdce mudžáhidů je označován Džaláluddín Hakkání. Operace se pod sovětským velením účastnily i jednotky afghánské armády loajální prosovětskému režimu.

## Cíl
Hlavním cílem operace bylo prolomení dlouhotrvající blokády města Chóst, nacházejícího se u afghánských hranic s Pákistánem. Sovětská armáda měla získat kontrolu nad silnicí vedoucí z Gardézu do Chóstu, obsadit Čitakandavský průsmyk a výšiny nad silnicí, silnici odminovat a umožnit po ní průjezd kolon se zásobováním do Chóstu. Tento cíl se podařilo splnit.

## Průběh
Operace začala po neúspěšném vyjednávání Sovětů s místním vůdcem mudžáhidů Džaláluddínem Hakkáním.
Sověti vyslali do Čitakandavského průsmyku výsadkáře, kteří se ihned ocitli v palbě protiletadlových kulometů a děl. Ze sovětské strany následovaly intenzivní letecké údery a dělostřelecká palba, vedoucí ke zničení hlavního obranného systému mudžáhidů. Výsadkáři v těžkých bojích o kótu 3234 odrazili několik útoků mudžáhidů, kterých se údajně zúčastnily též pákistánské speciální jednotky, tzv. Černí čápi, převlečení za afghánské mudžáhidy.
Koncem prosince 1987 dorazily do Chóstu první sovětské konvoje.

## Filmové zpracování
Na základě událostí jedné z epizod operace Magistrála (bitvy o kótu 3234) byl natočen rusko-finsko-ukrajinský film 9. rota, uvedený na trh v roce 2005.